# Hermann Schlöske
Hermann Schlöske (* 24. Juni 1905 in Berlin; † 6. Januar 1991 ebenda) war ein deutscher Leichtathlet, der in den späten 1920er Jahren als Sprinter aktiv war.

## Leben
Hermann Schlöske begann im Alter von zwölf Jahren mit der Leichtathletik, als ihn sein älterer Bruder Helmut zum Training beim SC Charlottenburg (SCC) mitnahm. Seine Stärke lag im Sprint und er gewann seinen ersten Schülerwettkampf in Stiefeln. Nachdem er als Jugendlicher für Brandenburg gestartet war, kehrte er nach einem Intermezzo beim Berliner Sport-Club zum SCC zurück. Er lief vorwiegend die 200 Meter und in der 4-mal-100-Meter-Staffel, startete aber auch in der 4-mal-400-Meter-Staffel. Im Jahre 1929 war Schlöske Mitglied der Weltrekordstaffel über die 4-mal 100 Meter; er war Schlussläufer der Mannschaft des SCC mit Helmut Körnig, Wilhelm Grosser und Alex Nathan, die am 22. Juli 1929 in Breslau 40,8 s über die 4-mal 100 Meter lief, diese Zeit wurde bis in die 1990er Jahre von keiner Vereinsstaffel weltweit unterboten. Damit wurden diese vier Läufer Deutscher Meister und Schlöske gewann wenige Minuten später seinen zweiten Titel mit der 4-mal-400-Meter-Staffel in der Besetzung Schlöske, Solmsen, Wiese, Böcher. Den deutschen Meistertitel konnte die 4-mal-100-Meter-Staffel 1930 in der gleichen Besetzung wiederholen, jedoch diesmal mit Schlöske als Start- und Körnig als Schlussläufer. Seinen einzigen deutschen Meistertitel in einem Einzelrennen gewann Schlöske 1924 über die 200 Meter, 1927 wurde er noch einmal Dritter. Seine persönliche Bestleistung über diese Strecke resultiert aus dem Jahr 1928 mit 21,6 s, über die 100 Meter steht seine Bestzeit bei 10,6 s.
Schlöske nahm an den Olympischen Spielen in Amsterdam im 200-Meter-Lauf teil und schied dort nach Rang drei im Viertelfinale aus.
Nach dem Ende seiner Sprinterkarriere begann er 1933 als Aktiver Tennis zu spielen. Er war zeitweise im Konzentrationslager wegen Beleidigung eines SS-Manns. Nach dem Zweiten Weltkrieg wurde er zunächst Bezirksrat für Sport (Charlottenburg), ehe er Leichtathletiktrainer – unter anderem beim SC Brandenburg Berlin – wurde. Schlöske war 1,78 m groß und zu seinen aktiven Zeit 64 kg schwer. 1968 adoptierte er den späteren Europameister Horst-Rüdiger Schlöske, dessen Trainer er auch war.